# Marcel Giró
Marcel Giró (Badalona, 20 de octubre de 1913 - San Cugat del Vallés, 24 de julio de 2011) fue un fotógrafo español que realizó la mayor parte de su carrera artística en Brasil. Considerado un gran modernista con especial interés por los claroscuros y el disfrute por la abstracción y la búsqueda de nuevas formas, predominando sus composiciones sencillas pero potentes.

## Biografía
Si bien Marcel Giró se interesó por la fotografía y la montaña desde muy joven, su formación profesional estaba más relacionada con el área laboral de su padre, empresario textil, y de hecho estudió en la Escuela Industrial de Tarrasa mientras ayudaba en el negocio familiar.
Al estallar la guerra civil española se alistó voluntario para defender a la República, si bien poco después se exilió a Francia, harto de las diferencias y problemas entre los defensores republicanos de diferentes ideologías. 
Tras dos años realizando diferentes trabajos en este país, viajó a Colombia, donde se casó con Palmira Puig, con la que se trasladó a Brasil. Allí convirtió en profesión su afición fotográfica y en San Pablo acabaría montando su primer estudio, en el que trabajaron como asistentes jóvenes que terminarían siendo grandes fotógrafos, como Marcio Scavone y JR Duran.
A finales de la década de los 70, tras el fallecimiento de su mujer, dejó la fotografía profesional y volvió a España estableciéndose en su Cataluña natal y continuando con la fotografía personal.

## Ámbito fotográfico
Durante su época más activa, fue uno de los mayores representantes de la Escuela Paulista, movimiento innovador de la década de los 50 en Brasil que nació en torno al Foto Cine Club Bandeirante y del que formaban parte otros importantes fotógrafos como Gaspar Gasparian, José Yalenti, Eduardo Salvatore, Chico Albuquerque, Geraldo de Barros, Thomas Farkas, Benedito Junqueira, Gertrudes Altschul, Rubens Teixeira, Ademar Manarini, Willian Brigata, Emil Issa, Moacir Moreira o Alfio Trovato.
Llegó a ser toda una personalidad en Brasil, si bien en 1978, tras el fallecimiendo de su mujer, regresó a España. Su mujer tuvo una gran importancia en su trabajo y su obra, como compañera, musa e inspiración.
Instalado en Barcelona abandonó definitivamente la fotografía y se dedicó a pintar y viajar.

## Exposiciones (últimas)
- 2014, Galería Bergamin, San Pablo.[6]
- 2015, Museo de Badalona.[7]
- 2018. ARCO Madrid. Junto a su antiguo compañero de la Escuela Paulista German Lorca[8]